# Steve Whitaker
Steve Whitaker, född 1955, död 22 februari 2008, var en brittisk kolorist. Han var mest känd för att ha hjälpt till med färgläggningen av V for Vendetta. Denna serieroman publicerades till en början i svart-och-vitt i serietidningen Warrior, men när DC Comics senare köpte upp rättigheterna för V for Vendetta valde de att publicera den i färg. David Lloyd, som var tecknaren av denna serieroman, benämnde Whitaker som en av de bästa koloristerna i Storbritannien. Han var en aktiv medlem av British Amateur Press Association fram till dess nedläggning 2004. Whitaker avled den 22 februari 2008, förmodligen i sviterna av ett slaganfall.

## Verk (i urval)
- V for Vendetta (1988)
- Saga of the Man-Elf nummer 1–2 (1989)
- St. Swithin's Day (1990)
- "The Last Party On Earth" nummer 4 (1990)
- The Encyclopedia of Cartooning Techniques: A Unique A-Z Directory of Cartoon Techniques (1994)
- Street Fighter II: The Manga (1995)